# Graafschap Blankenheim en Gerolstein
Blankenheim en Gerolstein was een tot de Nederrijns-Westfaalse Kreits behorend graafschap binnen het Heilige Roomse Rijk.

## Blankenheim

Wapen uit het Wapenboek Beyeren

De stad Blankenheim ligt in de Kreis Euskirchen van Noordrijn-Westfalen.
De adellijke familie Blankenheim wordt in 1115 voor het eerst vermeld. Het huwelijk van Gerard V met Ermesinde van Luxemburg-Durbuy, dochter van Gerard I van Durbuy, waardoor er familiebanden met de keizerlijke familie ontstaan, verhoogt het aanzien van de heren van Blankenheim in belangrijke mate. In 1380 wordt het geslacht in de gravenstand verheven. Het grafelijk huis sterft niet lang daarna in 1406 met graaf Gerard VII in mannelijke lijn uit.
Er volgt dan een interim-regering tot 1415 door zijn broer Frederik, die bisschop is van Utrecht.
Ten gevolge van het huwelijk van Elizabeth, de dochter van Gerard VII, met Willem van Loon, heer van Heinsberg komt het graafschap in die familie. Hun zoon Gerard VIII weet het graafschap financieel gezond te maken. Het tweede regerende huis in Blankenheim sterft in 1469 uit als Willem II sneuvelt in de Slag bij Wichterich tegen het keurvorstendom Keulen. Via de kleindochter van Gerard VII, Elizabeth van Schleiden, komen de bezittingen nu in handen van de graven van Manderscheid, de derde dynastie in het graafschap.

## Gerolstein
De stad Gerolstein ligt in de Kreis Daun van Rijnland-Palts.
De burcht Gerhardstein wordt omstreeks 1335 gebouwd door Gerard VI van Blankenheim, de stichter van de linie Blankenheim-Gerolstein (oorspronkelijk Blankenheim-Kasselburg). Gerolstein blijft altijd min of meer verbonden met Blankenheim.
Van 1533 tot 1697 zijn er afzonderlijke linies te Gerolstein en Blankenburg.

## Blankenheim-Gerolstein onder de graven van Manderscheid
Dirk III, graaf van Manderscheid, weet door zijn huwelijk met Elizabeth van Schleiden zijn bezittingen sterk uit te breiden:
Naast het graafschap Blankenheim en Gerolstein ook de heerlijkheden Schleiden, Jünkerath en Kronenburg.
Bij een deling in 1488 onder drie broers, krijgt de middelste broer Jan het graafschap Blankenheim-Gerolstein, de heerlijkheid Jünkerath en een aandeel in Mechernich.
Na de kinderloze dood van graaf Jan II in 1533 delen zijn broers het graafschap:
- Gerard in Gerolstein (uitgestorven in 1697)
- Arnold I in Blankenheim (uitgestorven in 1780)

Als in 1593 de tak Manderscheid-Schleiden uitsterft, vererven de bezittingen via de dochters van graaf Joachim, zodat de tak te Blankenheim-Gerolstein weinig winst boekt. Omdat Carel graaf van Manderscheid-Gerolstein (1574-1649) gehuwd is met een van die erfdochters, Anna Salome (1578-1648), levert dat de heerlijkheden Kronenberg, Gladbach, Neuerburg en Esch op.
De zelfstandigheid van het graafschap is omstreden tot 1669, wanneer het hertogdom Gulik niet langer aanspraak maakt op het staatsgezag (Landeshoheit) over het graafschap. De burcht in Gerolstein wordt 1691 door Franse troepen verwoest en niet meer opgebouwd.
Na het uitsterven van de tak Gerolstein in 1697 worden Blankenheim en Gerolstein weer verenigd. De laatste graaf van Gerolstein heeft de nevenbezittingen Kronenburg, Gladbach, Neuerburg en Esch echter vermaakt aan graaf Eusebius van Königsegg-Rothenfels, een neef van zijn vrouw. Deze gebieden weet de graaf van Blankenheim in 1719 terug te kopen.
Als in 1742 de tak Manderscheid-Kail uitsterft, is de successie verzekerd door het huwelijk van graaf Jan Willem (1708-1772) met de erfdochter Maria Francisca van Manderscheid-Kail. Dit levert de heerlijkheden Kail en Dollendorf op. De graaf van Salm-Reifferscheid-Dyck maakt ook aanspraak op de laatste heerlijkheid.

## Sternberg-Manderscheid
Als in 1780 het huis Manderscheid met Jozef Frans in mannelijke linie uitsterft, is Augusta, de dochter van graaf Jan Willem en gravin Maria Francisca de erfgename. Omdat zij gehuwd is met graaf Philips Christiaan van Sternberg noemt zij zichzelf rijksgravin van Sternberg-Manderscheid.
In 1794 wordt de familie verdreven door Franse troepen. De familie verhuist dan naar Bohemen, waar de bezittingen van de graaf van Sternberg liggen.
In de Reichsdeputationshauptschluss van 25 februari 1803 wordt in paragraaf 24 vermeld: de graaf van Sternberg voor het verlies van Blankenheim, Jünkerath, Gerolstein en Dollendorf: de abdijen Schussenried en Weißenau.
Lang is dit nieuwe rijksgraafschap niet zelfstandig geweest, want in de Rijnbondsacte van 12 juli 1806 krijgt het koninkrijk Württemberg in artikel 24 de soevereiniteit over de graafschappen Schussenried en Weißenau: de mediatisering. 

### Trivia
De plaatsnaam Gerolstein komt voor in een van de bekendste satirische operettes van Jacques Offenbach, "La grande duchesse de Gerolstein". Maar er is dus nooit een groothertogin geweest, en Gerolstein is dus ook geen groothertogdom geweest.

## Overzicht van de regenten

### Regenten in Blankenheim-Gerolstein tot de van 1488 tot de deling in 1533
| regering  | naam   | geboren  | overleden | familie           |
| --------- | ------ | -------- | --------- | ----------------- |
| 1488-1523 | Jan I  | 1446     | 9-1-1524  | zoon van Dirk III |
| 1523-1533 | Jan II | 2-9-1478 | 28-8-1523 | zoon              |

### Regenten in Gerolstein van 1533 tot 1697
| regering  | naam               | geboren    | overleden  | familie        |
| --------- | ------------------ | ---------- | ---------- | -------------- |
| 1533-1548 | Gerard I           | 1-11-1491  | 23-7-1548  | zoon van Jan I |
| 1548-1611 | Johan Gerard       | 16-6-1536  | 5-10-1611  | zoon           |
| 1611-1649 | Carel              | 18-8-1574  | 20-11-1649 | zoon           |
| 1649-1671 | Ferdinand Lodewijk | 1613       | 1671       | zoon           |
| 1671-1697 | Carel Ferdinand    | circa 1640 | 19-12-1697 | zoon           |

### Regenten in Blankenheim van 1533 tot 1697
| regering         | naam            | geboren    | overleden | familie        |
| ---------------- | --------------- | ---------- | --------- | -------------- |
| 1533-1548        | Arnold I        | 14-11-1500 | 6-5-1548  | zoon van Jan I |
| 1548-1604        | Herman          | 4-8-1535   | 4-1-1604  | zoon           |
| 1604-1614        | Arnold II       | 12-7-1546  | 18-9-1614 | broer          |
| 1614-1644        | Johan Arnold    | 13-9-1606  | 26-9-1644 | zoon           |
| 1644-1697 (1705) | Salentijn Ernst | 16-8-1630  | 18-2-1705 | zoon           |

### Regenten in Blankenheim-Gerolstein van 1697 tot 1797
| regering  | naam            | geboren   | overleden  | familie                |
| --------- | --------------- | --------- | ---------- | ---------------------- |
| 1697-1705 | Salentijn Ernst | 16-8-1630 | 18-2-1705  | zie tabel Blankenheim  |
| 1705-1721 | Frans Georg     | 26-4-1669 | 25-4-1731  | zoon                   |
| 1731-1772 | Jan Willem      | 14-2-1708 | 2-11-1772  | zoon                   |
| 1772-1780 | Jozef Frans     | 15-4-1713 | 6-12-1780  | broer                  |
| 1780-1797 | Augusta         | 28-1-1744 | 19-11-1811 | dochter van Jan Willem |

## Rijksonmiddellijke bezittingenvan het huis Manderscheid in de 16e eeuw

### Manderscheid-Blankenheim (uitgestorven 1780)
- graafschap Blankenheim
- heerlijkheid Jünkerath
- aandeel in de heerlijkheid Mechernich

### Manderscheid-Gerolstein (uitgestorven 1697)
- graafschap Gerolstein

### Manderscheid-Schleiden (uitgestorven 1593)
- heerlijkheid Kasselburg
- heerlijkheid Kerpen (Eifel)
- heerlijkheid Manderscheid (1546 onder het hertogdom Luxemburg gesteld door keizer Karel V.)
- heerlijkheid Schleiden (1546 onder het hertogdom Luxemburg gesteld door keizer Karel V.)
- heerlijkheid Kronenburg (1546 onder het hertogdom Luxemburg gesteld door keizer Karel V.)
- graafschap Virneburg (sinds 1545)
- heerlijkheid Saffenburg (sinds 1545)

### Manderscheid-Kail (uitgestorven 1742)
- dorp Salm
- voogdij Lüxem
- heerlijkheid Dollendorf (sinds 1527)

## Administratieve indeling in 1789

### Graafschap Blankenheim
- a. gerecht Blankenheim
- b. gerecht Gau
- c. heerlijkheid Houverath
- d. gerecht Lorbach
- e. heerlijkheid Obergartzem
- f. gerecht en parochie Ripsdorf
- g. gerecht Rohr
- h. gerecht Vussem-Bergheim

### Annexen van het graafschap Blankenheim
- I. heerlijkheid Dollendorf
- II.heerlijkheid Jünkerath

### Graafschap Gerolstein
- a. Hof Gerolstein
- b. Hof Lissendorf
- c. Hof Roth
- d. Hof Stadtkyll
- heerlijkheid Lüxem (half onder gezag van het keurvorstendom Trier)